# Pak Bahr'ya
La marina militare del Pakistan (in inglese Pakistan Navy; in urdu پاک بحریہ‎?, Pak Bahr'ya, PN) è il servizio navale delle Forze Armate Pakistane. La marina è responsabile della sorveglianza dei 1046 km di linea costiera del Pakistan lungo il Mare Arabico e la difesa di importanti porti civili e basi militari. La sua festa è celebrata l'8 settembre in occasione della commemorazione della guerra indo-pakistana del 1965.
Il ruolo corrente e primario della marina pakistana è proteggere gli interessi militari ed economici in patria e all'estero, eseguendo le politiche estere e di difesa del governo pakistano attraverso l'esercizio della potenza militare, delle attività diplomatiche e di altre attività di supporto a questi obiettivi. Come programma per il ventunesimo secolo, la marina pakistana si concentra anche su spedizioni globali e ha giocato un ruolo determinante nella partenza del Programma antartico pakistano. Al 2011, la marina annovera 11 unità navali combattenti, 30 velivoli, 20 elicotteri, una nave da sbarco con bacino allagabile, 4 cacciamine, 12 motovedette missilistiche, 12 hovercraft, 5 sottomarini, 8 navi ausiliarie ed una nave da ricerca.
La marina è supportata anche dalla Pakistan Coast Guard, dai Pakistan Marines, e dalla Maritime Security Agency, la divisione paramilitare della marina pakistana Al 2011, la marina pakistana ha una forza di circa 25.000 uomini in servizio attivo e 5.000 nella riserva. In aggiunta vi sono 2.000 riservisti nella Maritime Security Agency, 2.500 in servizio nella Guardia Costiera, e 1.200 in servizio attivo nei Marines. Nei suoi tempi recenti la marina pakistana ha subito una estensiva modernizzazione ed espansione anche visto il suo ruolo nella guerra al terrorismo. Dal 2011, la marina ha aumentatola sua responsabilità operativa assumendosi un maggior ruolo internazionale nel contrastare la minaccia del terrorismo globale basato in mare ed il traffico di droga. Dal 2004 la marina pakistana è diventata un membro della Combined Task Force 150 (CTF-150), una unità multinazionale della NATO
La costituzione del Pakistan prevede che il presidente della repubblica sia il comandante in capo della Marina. Il Capo di Stato Maggiore, per statuto un ammiraglio a quattro stelle, viene nominato dal presidente con la necessaria consultazione e ratifica del Primo ministro. Il Capo di Stato Maggiore è subordinato al ministro della Difesa e al segretario alla Difesa, e comanda la Marina.

## Storia

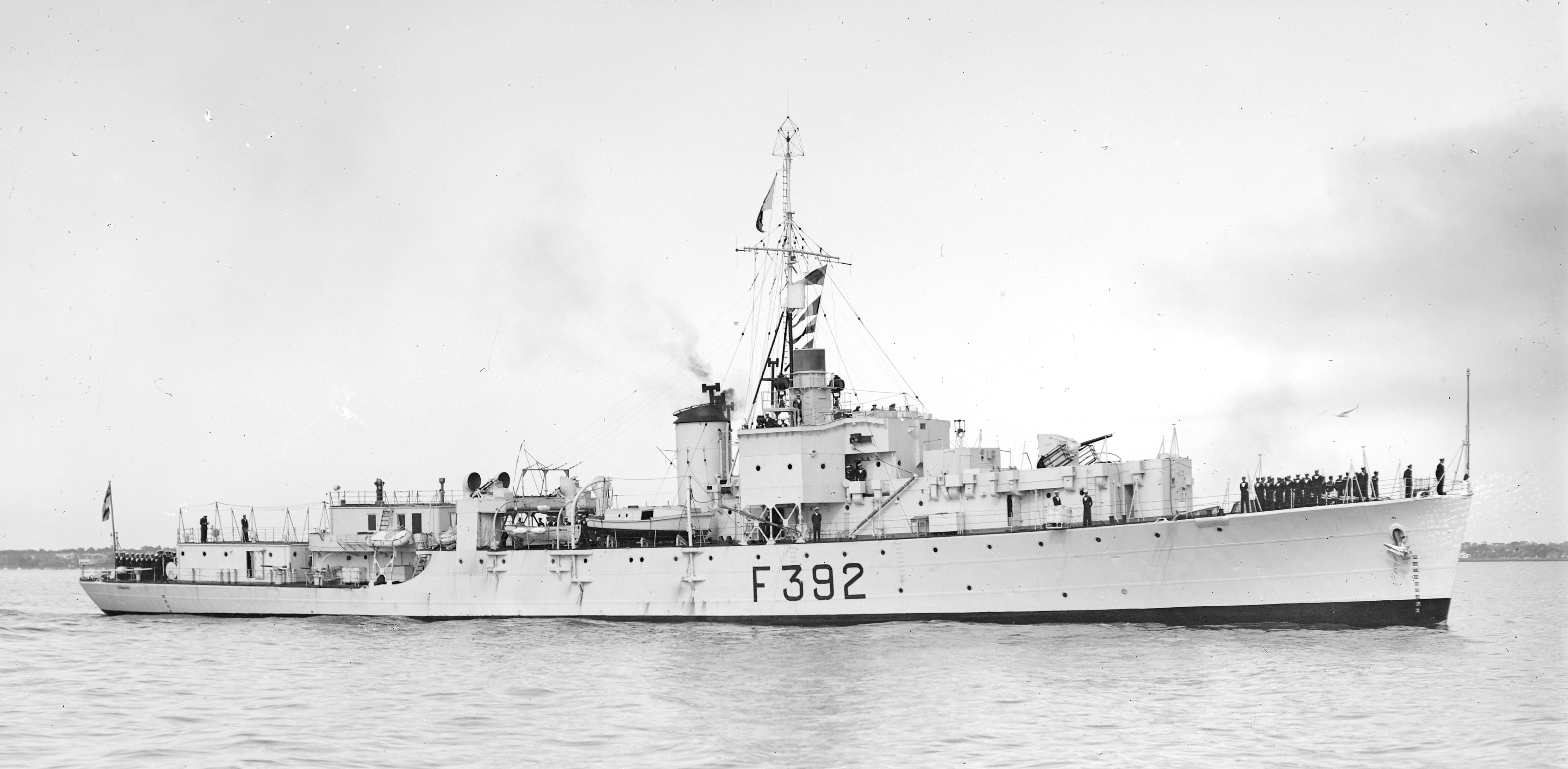
La fregata Shamsir nel 1951

La fondazione della Pakistan Navy avvenne un giorno dopo l'indipendenza del Pakistan il 15 agosto 1947. La ricostituzione delle forze armate divise la ex Royal Indian Navy tra India e Pakistan, e con le prime navi, due sloop-of-war, due fregate, 4 cacciamine e due pescherecci armati ed i relativi equipaggi (358 tra ufficiali e marinai), si vide assegnato il ruolo di pattugliare una ampia parte del delta sulla costa pakistana.

## Principali unità navali

### Unità di superficie

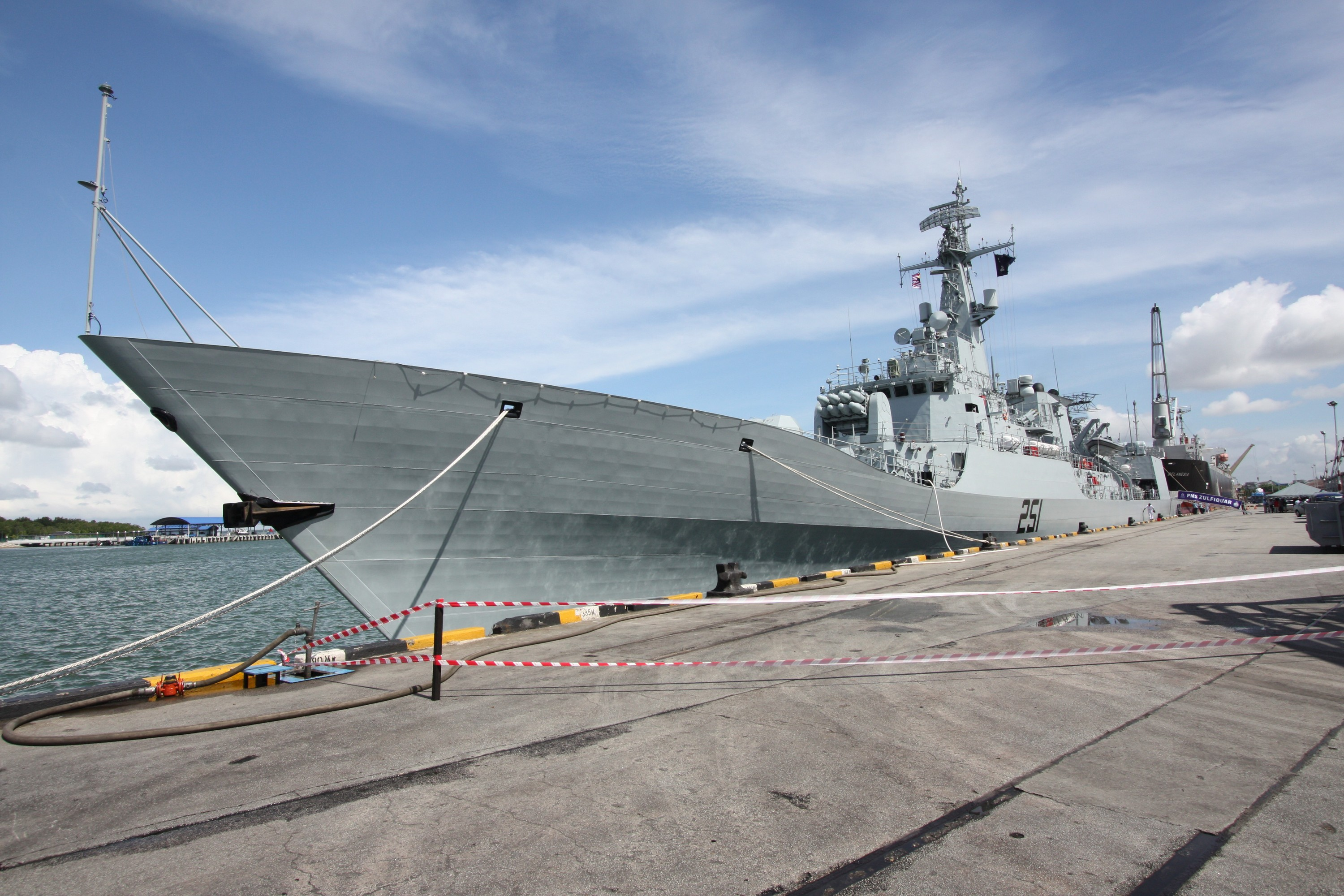
PNS Zulfiqar

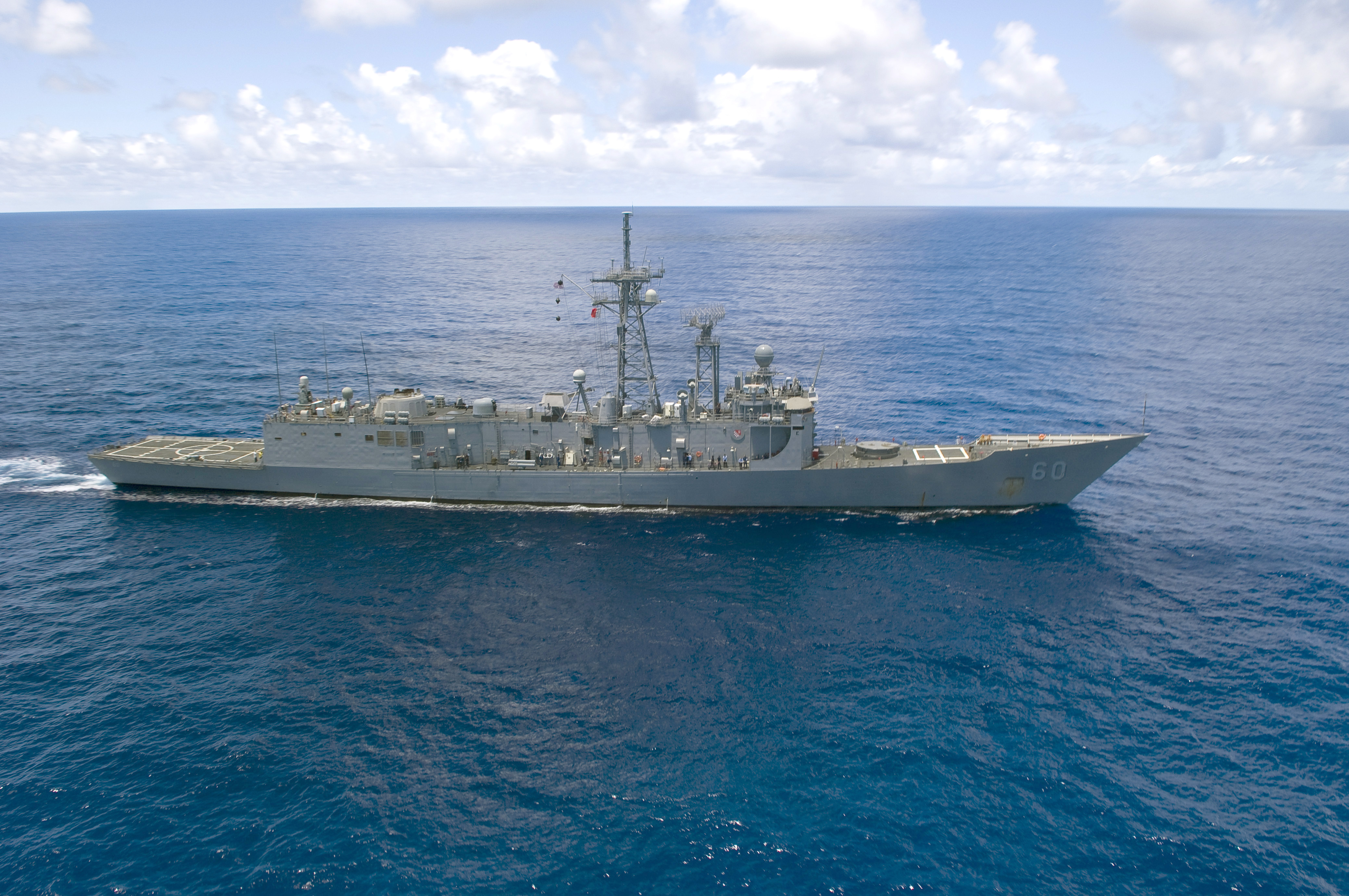
PNS Alamghir

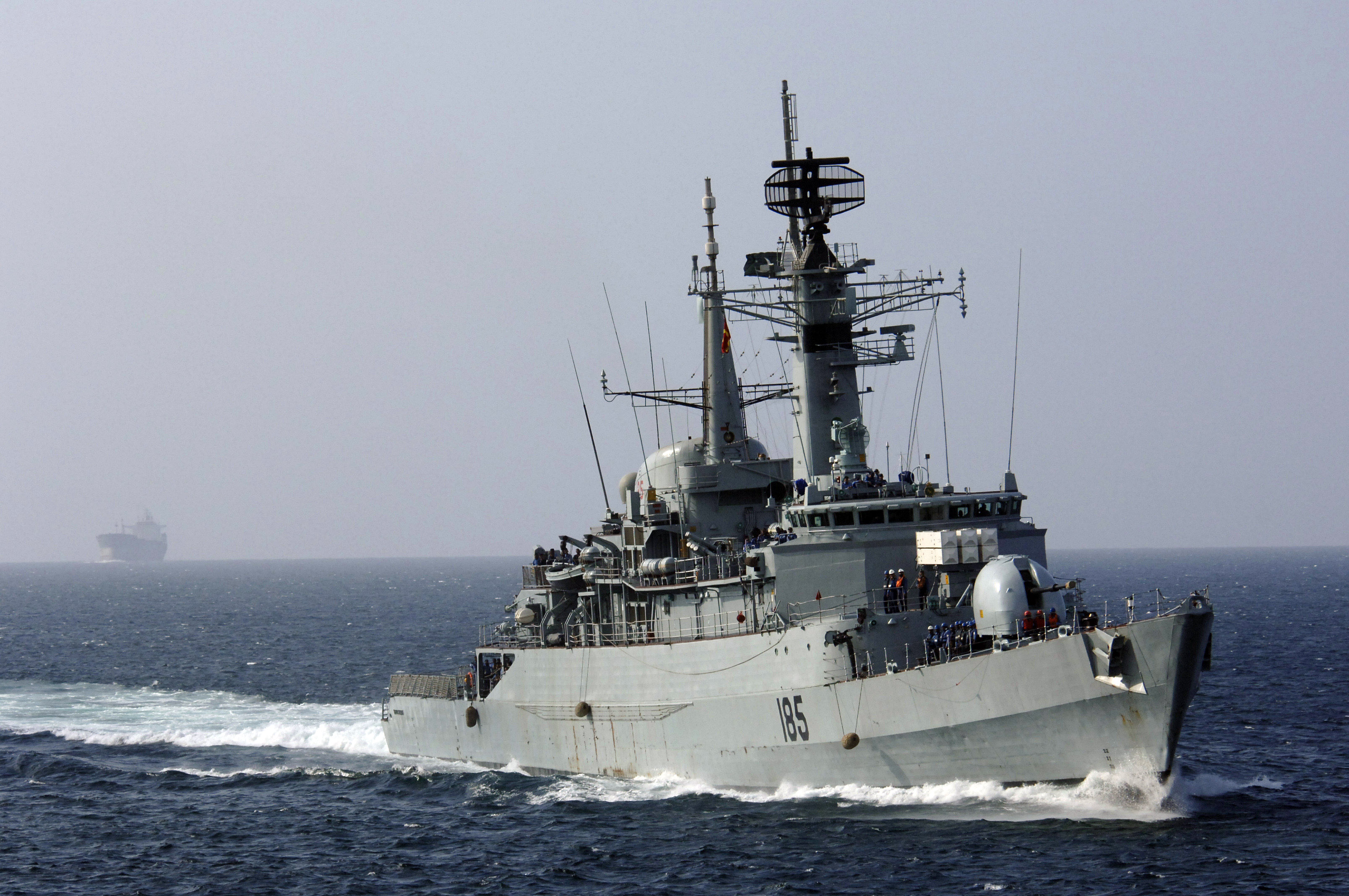
PNS Tippu Sultan

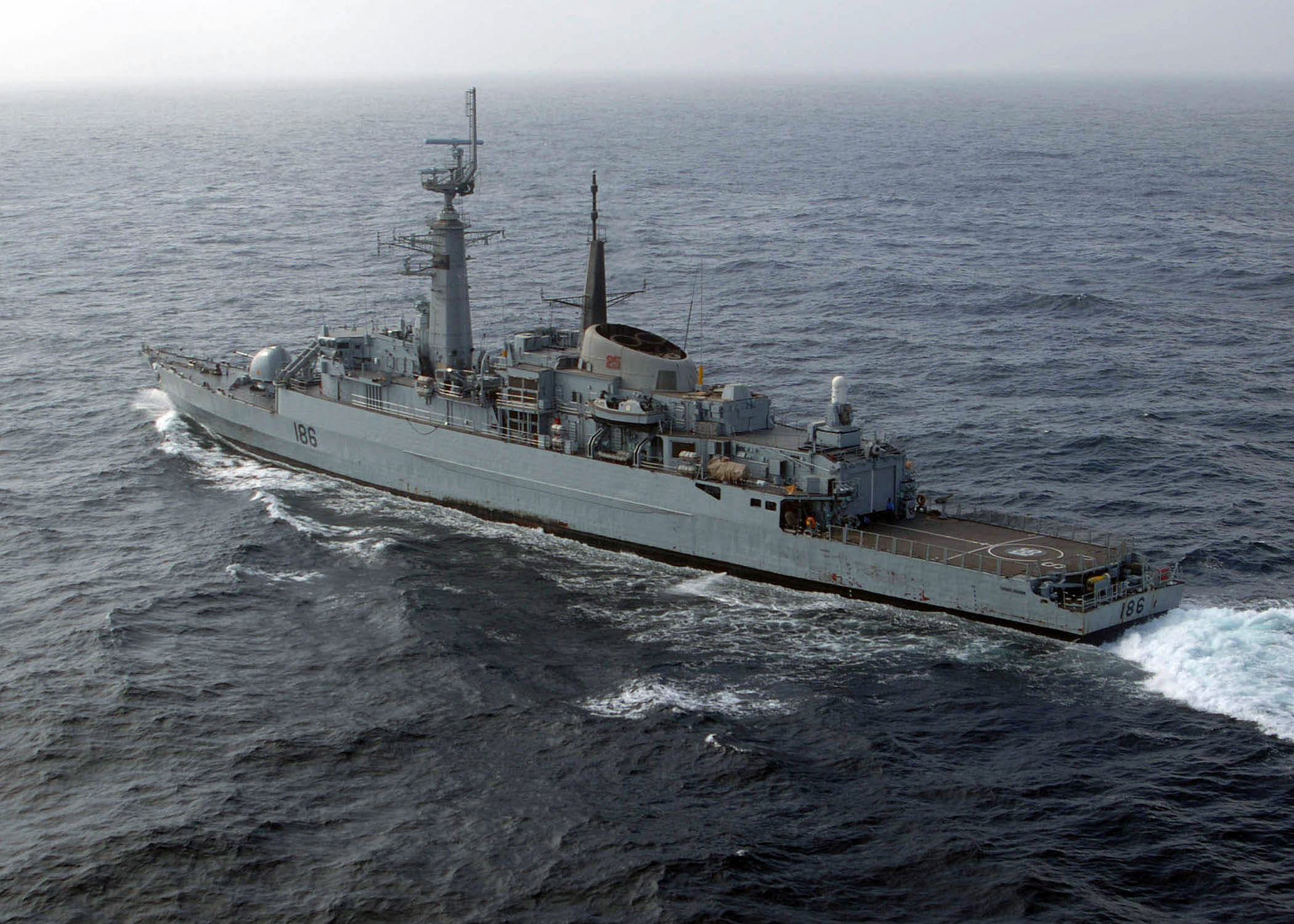
PNS Shahjahan

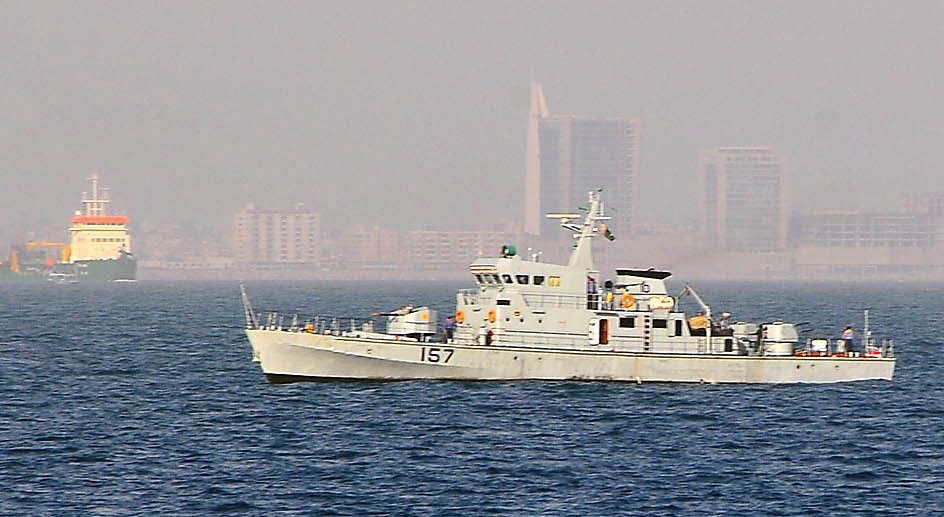
Classe PNS Larkana di motovedette missilistiche

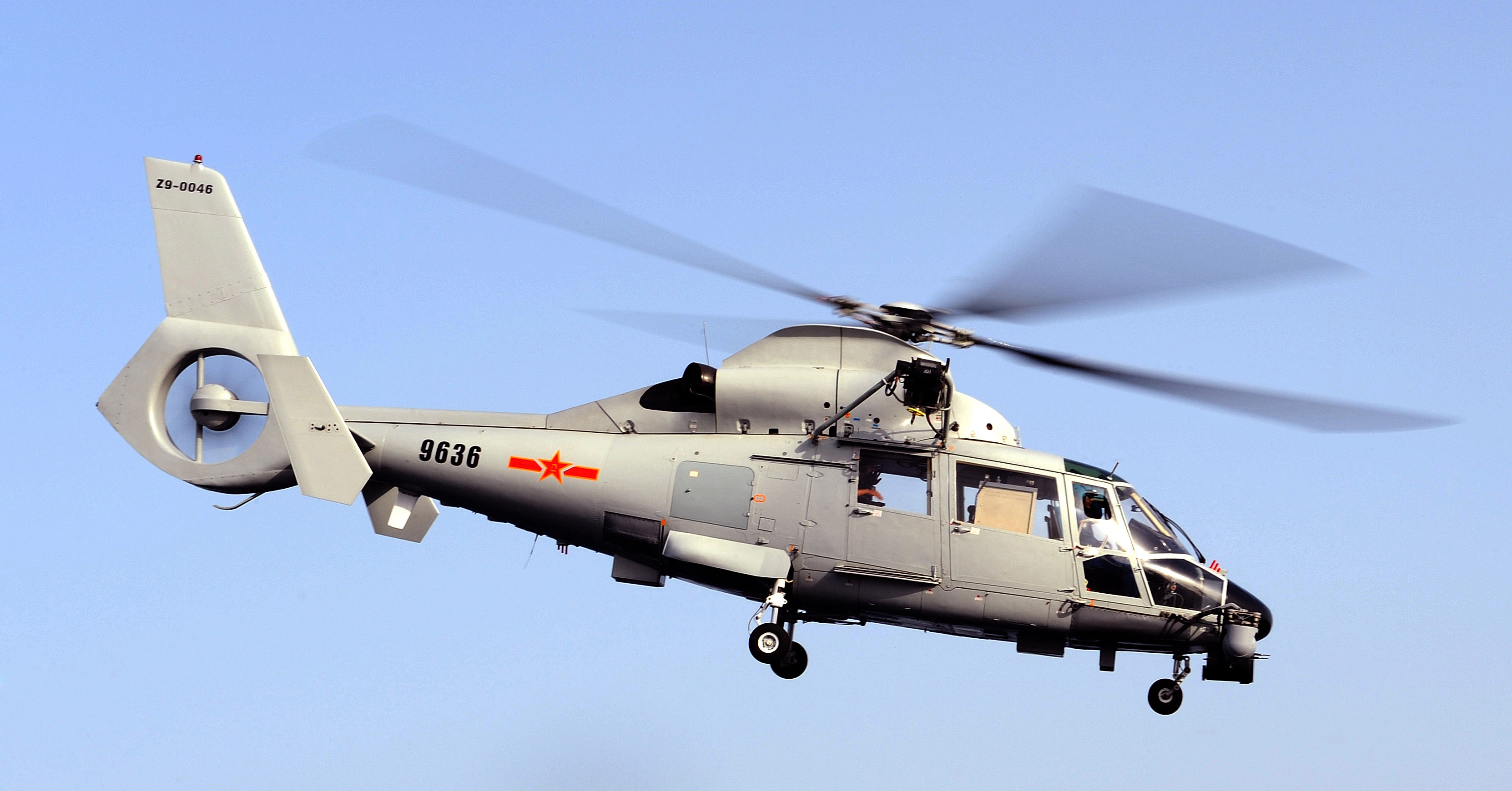
Z-9C in atterraggio sulla fregata britannica HMS Cornwall nell'agosto 2009

Tra le unità d'altura in servizio a tutto il 2013 figurano le vecchie fregate della classe Type 21 britannica, aggiornate e componenti la classe Tariq, e la classe Zulfiqar, composta da quattro fregate sviluppate congiuntamente da Pakistan e Cina Popolare sulla base della fregata cinese classe Jiangkai I/II (nota anche come Type 054); le navi sono dotate anche di elicottero Harbin Z-9EC ASW, versione navalizzata cinese dello Eurocopter Panther.
Navi con le rispettive classi:
| Fregate                         | Fregate | Fregate                                                                                        | Fregate |
| ------------------------------- | --- | ---------------------------------------------------------------------------------------------- | --- |
| 4                               | Classe F-22P Zulfiqar - F-251 PNS Zulfiqar - F-252 PNS Shamshir - F-253 PNS Sayf - F-254 PNS Aslat                              | 2009                                                                                           | PNS Zulfiqar consegnata agosto 2009 PNS Shamshir consegnata dicembre 2009 PNS Sayf consegnata 15 settembre 2010 PNS Aslat consegnata il 17 giugno 2011 |
| 1                               | PNS Alamgir | 2010                                                                                           | "Acquisita in agosto 2010. |
| 6                               | Classe Tariq - F181 PNS Tariq - F182 PNS Babur - F183 PNS Khaibar - F184 PNS Badr - F185 PNS Shah Jahan - F186 PNS Tippu Sultan | 1990                                                                                           | |
| Cacciamine                      | |                                                                                                | |
| 3                               | Cacciamine Classe Eridan - M164 Mujahid - M166 Munsif - M167 Muhafiz                                                            | Cacciamine Classe Eridan - M164 Mujahid - M166 Munsif - M167 Muhafiz                           | Cacciamine Classe Eridan - M164 Mujahid - M166 Munsif - M167 Muhafiz                                                                                   |
| Motovedette missilistiche       | |                                                                                                | |
| 2                               | Classe Jalalat II - P1022 PNS Jalalat - P1024 PNS Shujat                                                                        | Classe Jalalat II - P1022 PNS Jalalat - P1024 PNS Shujat                                       | Classe Jalalat II - P1022 PNS Jalalat - P1024 PNS Shujat                                                                                               |
| 2                               | Classe Jurrat - P1023 PNS Jurrat - P1028 PNS Quwwat                                                                             | Classe Jurrat - P1023 PNS Jurrat - P1028 PNS Quwwat                                            | Classe Jurrat - P1023 PNS Jurrat - P1028 PNS Quwwat |
| 4                               | Classe Azmat - PNS Azmat - PNS Dehshat - PNS Himmat - PNS Haibat                                                                | Classe Azmat - PNS Azmat - PNS Dehshat - PNS Himmat - PNS Haibat                               | Classe Azmat - PNS Azmat - PNS Dehshat - PNS Himmat - PNS Haibat                                                                                       |
| 1                               | Classe Larkana - PNS Larkana | Classe Larkana - PNS Larkana                                                                   | Classe Larkana - PNS Larkana |
| 1                               | ? - PNS Rajshahi | ? - PNS Rajshahi                                                                               | ? - PNS Rajshahi |
| Piattaforme tattiche multiruolo | |                                                                                                | |
| 2                               | MRTP-33 - PNS Zarrar - PNS Karrar                                                                                               | MRTP-33 - PNS Zarrar - PNS Karrar                                                              | MRTP-33 - PNS Zarrar - PNS Karrar |
| 2                               | MRTP-15 - P01 PNS ? - P02 PNS ?                                                                                                 | MRTP-15 - P01 PNS ? - P02 PNS ?                                                                | MRTP-15 - P01 PNS ? - P02 PNS ? |
| Ausiliarie                      | |                                                                                                | |
| 1                               | Classe Fuqing - A47 PNS Nasr | Classe Fuqing - A47 PNS Nasr                                                                   | Classe Fuqing - A47 PNS Nasr |
| 1                               | Classe Poolster - A20 PNS Moawin                                                                                                | Classe Poolster - A20 PNS Moawin                                                               | Classe Poolster - A20 PNS Moawin |
| 2                               | Petroliere costiere - PNS Kalmat - PNS Gawadar                                                                                  | Petroliere costiere - PNS Kalmat - PNS Gawadar                                                 | Petroliere costiere - PNS Kalmat - PNS Gawadar |
| 1                               | Navi idrografiche - PNS Behr Paima                                                                                              | Navi idrografiche - PNS Behr Paima                                                             | Navi idrografiche - PNS Behr Paima |
| 1                               | altro tipo - PNS Behr Khusha | altro tipo - PNS Behr Khusha                                                                   | altro tipo - PNS Behr Khusha |
| 2                               | piccole petroliere e di utilità - PNS Madadgar - PNS Razad-gar                                                                  | piccole petroliere e di utilità - PNS Madadgar - PNS Razad-gar                                 | piccole petroliere e di utilità - PNS Madadgar - PNS Razad-gar                                                                                         |
| Navi scuola                     | |                                                                                                | |
| 1                               | Classe Leander - F262 PNS Zulfiqar                                                                                              | Classe Leander - F262 PNS Zulfiqar                                                             | Classe Leander - F262 PNS Zulfiqar |
| 1                               | Rah Naward - PNS Rah Naward | Rah Naward - PNS Rah Naward                                                                    | Rah Naward - PNS Rah Naward |
| Hovercraft                      | |                                                                                                | |
| 12                              | Classe Griffon | Classe Griffon                                                                                 | Classe Griffon |
| Pattugliatori                   | |                                                                                                | |
| 17                              | 12 Gulf Crafts e 5 barche da pattuglia USA consegnate come donazione il 13 Feb 2010 a Karachi.                                  | 12 Gulf Crafts e 5 barche da pattuglia USA consegnate come donazione il 13 Feb 2010 a Karachi. | 12 Gulf Crafts e 5 barche da pattuglia USA consegnate come donazione il 13 Feb 2010 a Karachi.                                                         |

### Sottomarini
Sono operativi 5 battelli diesel elettrici:
| Sottomarini | |
| 3           | Classe Agosta 90B - PNS/M Khalid - PNS/M Saad - PNS/M Hamza                                                                             |
| 2           | Agosta 70 - PNS/M Hasmat - PNS/M Hurmat - Un contratto siglato nel giugno 2010 con la francese DCN per l'aggiornamento degli Agosta 70. |

Inoltre sono in esercizio tre sottomarini tascabili X-Craft modello MG110 progettati dall'azienda livornese Cos.Mo.S. nel 1986 come Shallow Water Attack Submarine (SWAS - Sottomarino d'attacco per acque poco profonde) per trasportare e posare mine, attaccare con siluri ed eseguire operazioni speciali con incursori e uomini rana. Il primo esemplare è stato consegnato nel 1988 in stato SKD (Semi-knocked down, preassemblato) mentre le altre 2 unità sono state costruite in Pakistan a seguito di un TOT (Transfer Of Technology). Attualmente gli X-Craft vengono fatti operare sotto il comando di COMSUBS (il comando sottomarini e non quello incursori) insieme con gli altri sottomarini convenzionali.
Tutti i sottomarini pakistani, a propulsione diesel-elettrica (SSK), sono stati equipaggiati con AshMs (missili superficie-superficie lanciabili in immersione). I tre battelli della classe Khalid sono in grado di lanciare missili Exocet mentre i più vecchi Agosta e Daphne sono stati equipaggiati con missili Harpoon. La PNS/M Hamza (il terzo Agosta-90B) è equipaggiato con il sistema MESMA di tipo AIP (Air Independent Propulsion), mentre la PNS/M Khalid e la PNS/M Saad verranno aggiornati con lo stesso sistema MESMA nel prossimo futuro. La marina pakistana conta anche di integrare il missile Boeing Harpoon Block II sugli Agosta-90B, che attualmente sono anche in grado di lanciare i siluri di tipo Blackshark, prodotti dalla Whitehead, divisione del gruppo Alenia.
Nella metà del 2006 la marina pakistana annunciò i suoi requisiti per 3 nuovi sottomarini d'attacco che rimpiazzassero i suoi obsoleti Agosta-70 e ricostituissero la sua flotta dopo il ritiro dei 4 della classe Daphne. L'azienda cantieristica francese DCN ha offerto il suo progetto più moderno da esportazione, il Marlin, basato sulla classe Scorpene, ma che utilizzava anche tecnologia utilizzata per il sottomarino nucleare d'attacco Barracuda. Comunque la marina pakistana è accreditata di aver scelto i battelli della classe U-214. Durante la mostra IDEAS 2008, l'esponente della HDW (l'industria cantieristica tedesca produttrice dell'U-214) Walter Freitag, ha detto che "il contratto commerciale è stato finalizzato al 95%". Il primo battello dovrebbe essere consegnato alla marina pakistana in 64 mesi dalla firma del contratto mentre il resto dovrebbe essere completato nei successivi 12 mesi.
Il Pakistan sta anche cercando di migliorare la sua capacità di risposta strategica con lo sviluppo di versioni navalizzate del missile di crociera da attacco terrestre LACM Babur. Il Babur ha una gittata di 700 km ed è in grado di usare sia testate convenzionali che nucleari. Futuri sviluppi del missile includono la capacità di essere lanciati da sottomarini, navi di superficie ed aerei.